# Aloe nubigena
Aloe nubigena là một loài thực vật có hoa trong họ Măng tây. Loài này được Groenew. mô tả khoa học đầu tiên năm 1936.